# Vol United Airlines 173
Le 28 décembre 1978, un Douglas DC-8 effectuant le vol United Airlines 173 entre New York et Portland dans l'Oregon, avec une escale à Denver dans le Colorado, tombe en panne sèche et s'écrase dans un quartier de banlieue de Portland près de la 157e Avenue et de la rue Burnside Est, tuant 10 personnes.
Cet accident est à l'origine de changements majeurs dans l'industrie aéronautique, notamment en matière de formation des équipages et de coordination entre les membres du cockpit. À la suite d'autres accidents similaires mais surtout de l'accident du vol United 173 fut créée la gestion des ressources de l'équipage (CRM) qui apprend aux pilotes à mieux communiquer entre eux et à réduire au maximum la relation stricte et autoritaire du commandant de bord dans le cockpit, pour que les autres membres de l'équipage n'hésitent plus à transmettre leurs inquiétudes au commandant de bord.

## Contexte

### Avion

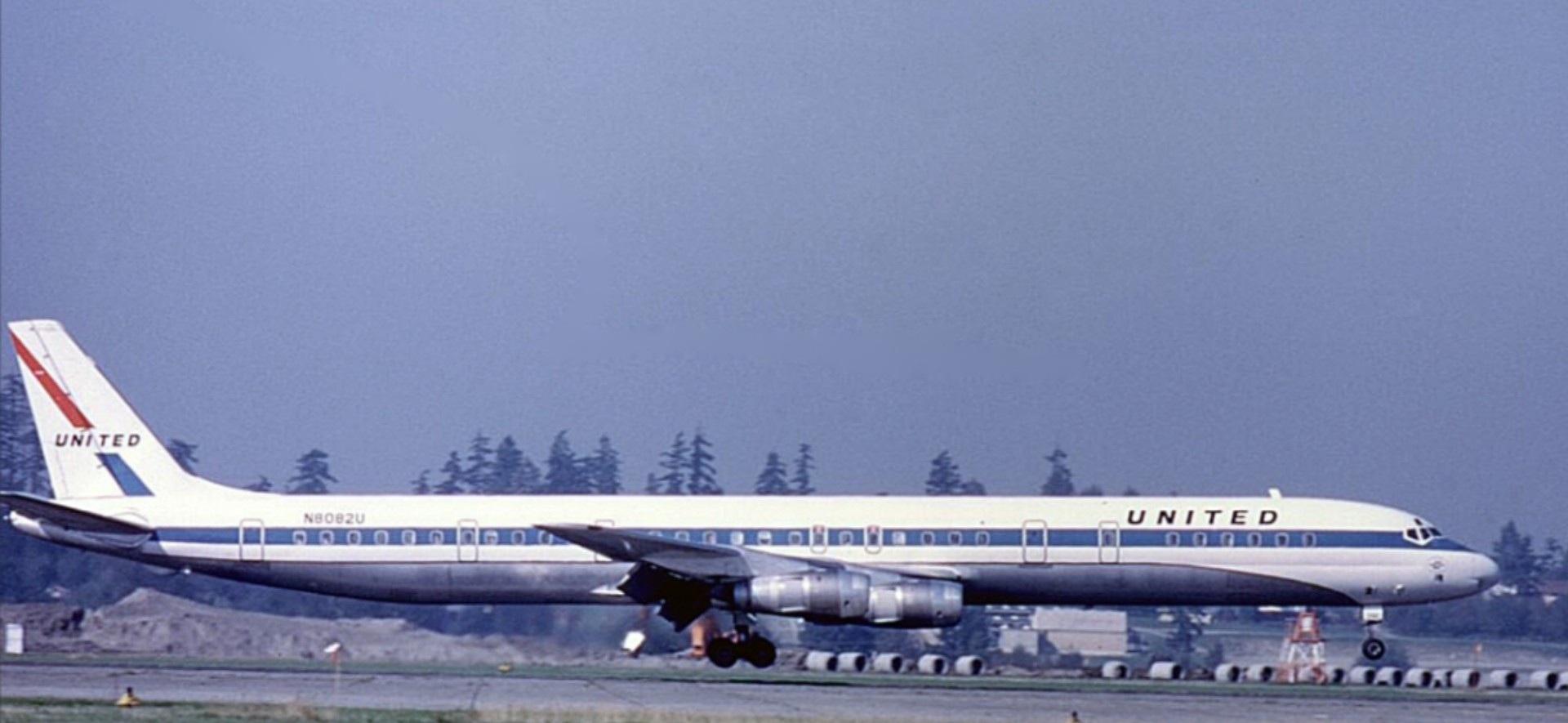
N8082U, le DC-8 impliqué dans l'accident, dans une livrée précédente, ici à l'aéroport international de Seattle-Tacoma en mai 1972.

L'appareil concerné était un Douglas DC-8-61, équipé de quatre moteurs Pratt & Whitney JT3D-3B et livré neuf à United Airlines en mai 1968. Ce quadriréacteur long-courrier était immatriculé N8082U (numéro de série 45972/357), était le 357e DC-8 construit à l'usine d'assemblage de McDonnell Douglas, à Long Beach, et totalisait 33 114 heures de vol au moment de l'accident. La série 60 était alors une version allongée du DC-8, qui était 36 pieds (11 m) plus longue que les séries DC-8-10 à 50.

### Équipage
Le vol 173 était piloté par un équipage expérimenté, composé du commandant de bord Malburn "Buddy" McBroom, 52 ans, de l'officier pilote de ligne Roderick "Rod" Beebe, 45 ans et du mécanicien navigant Forrest "Frostie" Mendenhall, 41 ans. McBroom volait pour United Airlines depuis 27 ans et il était l'un des pilotes les plus expérimentés de la compagnie avec plus de 27 600 heures de vol, dont environ 5 500 heures en tant que commandant de bord sur DC-8. Beebe volait avec la compagnie aérienne depuis 13 ans et avait enregistré plus de 5 200 heures de vol. Mendenhall comptait près de 3 900 heures de vol et volait avec United depuis 11 ans. Le copilote et le mécanicien navigant cumulaient plus de 2 500 heures d'expérience de vol à eux deux sur DC-8.

## Déroulement du vol
Le vol 173 a décollé de Denver vers 14 h 47 (heure locale) avec 189 personnes à bord. La durée estimée du vol était de 2 heures et 26 minutes. L'heure d'arrivée prévue à Portland était à 17 h 13. La quantité totale de carburant requise pour le vol vers Portland était de 31 900 livres (14 470 kg). Il y avait 46 700 livres (21 183 kg) de carburant à bord de l'avion lorsqu'il a quitté la porte d'embarquement à Denver,.
À Portland, le temps était clair et calme avec une visibilité de plus de 24 kilomètres. Lorsque les pilotes ont sorti le train d'atterrissage à l'approche de l'aéroport international de Portland, l'équipage a ressenti une vibration et un lacet anormal de l'avion ainsi qu'un manque de témoin lumineux indiquant que le train principal avait été correctement descendu. L'équipage a demandé un circuit d'attente pour diagnostiquer le problème et pendant environ une heure, il s'est entièrement focalisé sur l'identification de l'état du train d'atterrissage et afin de se préparer à un éventuel atterrissage d'urgence. Pendant ce temps, aucun des trois membres de l'équipage du poste de pilotage n'a surveillé efficacement les niveaux de carburant, ce qui était d'autant plus important par le fait que le train était baissé avec les volets à 15 degrés, augmentant considérablement le taux de consommation de carburant.
Dans le cockpit, le voyant indiquant la sortie du train avant était allumé alors que celles concernant le train principal restaient éteintes. Environ 30 minutes avant l'arrêt des moteurs, le mécanicien navigant s'est rendu dans la cabine avec une lampe torche pour vérifier un indicateur visuel situé sur les deux ailes de l'avion. En effet, sur le DC-8, une petite tige se lève légèrement sur chaque aile lorsque le train d'atterrissage est bien sorti et verrouillé. Or, les deux indicateurs indiquaient que le train d'atterrissage principal était bien en position sortie et verrouillée. Pourtant, le commandant a continué à focaliser son attention sur le voyant éteint, se préoccupant d'un possible affaissement du train lors de l'atterrissage.
Vers 17 h 47, moins de 30 minutes avant le crash, le copilote a demandé au mécanicien navigant combien de carburant il restait à bord. Ce dernier lui a répondu « Five thousand », soit environ 2 200 kg de kérosène,. Les enquêteurs ont déterminé que les instruments affichaient correctement la quantité de carburant restant à bord et qu'il n'y a pas eu de défaillance à ce niveau,. Deux minutes plus tard, vers 17 h 49 et après 35 minutes en circuit d'attente, les premières alarmes indiquant un faible niveau de carburant ont commencé à retentir dans le cockpit. Cependant, à ce moment-là, le commandant de bord décide d'attendre à nouveau 15 minutes avant d'atterrir, et tourne son avion pour recommencer un nouveau tour dans le circuit d'attente, s'éloignant ainsi de l'aéroport,. À 17 h 55, le mécanicien navigant, une nouvelle fois à la demande du copilote, indique qu'il reste 3 000 lbs (1 360 kg) de kérosène à bord de l'avion, soit environ 14 minutes d'autonomie. De 17 h 57 min 30 s à 18 h 0 min 50 s, alors qu'il reste environ 10 minutes d'autonomie à bord, les pilotes engagent une conversation et discutent notamment sur le fait de donner aux PNC suffisamment de temps pour se préparer à l'urgence, aux procédures en cas d'évacuation après l'atterrissage et si les freins auraient une protection antidérapante après l'atterrissage.
À 18 h 03 min 14 s, le contrôleur d'approche de Portland demande à l'équipage quand ces derniers pensaient commencer l'approche finale et atterrir sur l'aéroport. Le commandant répond alors « Ils ont à peu près fini dans la cabine. J'imagine environ trois, quatre ou cinq minutes ». L'appareil se trouve alors à environ 15 kilomètres au sud de l'aéroport et s'éloigne de celui-ci.
À 18 h 06 min 40 s, le commandant déclare « Ok. On y va. Nous devrions atterrir dans environ cinq minutes ». Cependant, au même moment, le copilote et le mécanicien navigant indiquent que le moteur numéro 4 vient de s'éteindre. Quelques secondes plus tard, le copilote relance au commandant « On est en train de perdre un moteur », à ce quoi il répond « Pourquoi ? » et obtient une réponse brève de la part du copilote : « Carburant ». Le DC-8 se trouve alors à plus de 35 kilomètres au sud de l'aéroport, mais même après l'extinction du premier moteur, le commandant se focalise toujours sur le problème du train d'atterrissage et demande au mécanicien navigant de « réinitialiser les disjoncteurs, pour voir si les voyants s'allument ».
Au bout d'une heure en circuit d'attente et alors que l'équipage se prépare pour une approche finale et un atterrissage d'urgence à Portland, l'avion tombe à court de carburant et perd progressivement tous ses moteurs, moment auquel un Mayday est déclaré. Il s'agit de la dernière transmission radio du vol 173 au contrôle de la circulation aérienne.
Après avoir tourné autour de l'aéroport pendant plus d'une heure, les quatre moteurs du DC-8 s'éteignent un par un et l'appareil écrase dans une section boisée d'une zone peuplée de la banlieue de Portland, à environ 11 kilomètres (6 NM) au sud-est de l'aéroport,,.
Parmi les membres d'équipage, deux ont été tués dont le mécanicien navigant Forrest Mendenhall et le PNC Joan Wheeler. Huit passagers sont morts et 21 ont été grièvement blessés en plus de trois autres membres de l'équipage,, mais 179 personnes ont finalement réussi à survivre à l'accident, car aucun incendie ne s'est déclaré après l'impact (comme il n'y avait plus de carburant) et personne n'a été tué au sol,.
Le 304e escadron de sauvetage et de récupération aérospatiale (en) de la réserve de l'Air Force, basé à l'aéroport international de Portland, effectuait des vols d'entraînement de routine dans la région ce soir-là. Des avions de cette unité (hélicoptères Bell UH-1 Iroquois) ont été immédiatement déroutés vers le lieu de l'accident et ont procédé aux transports de nombreux survivants vers les hôpitaux locaux.

## Enquête
L'enquête du conseil national de la sécurité des transports américain (NTSB) a révélé que lorsque le train d'atterrissage a été abaissé, un bruit sourd a été entendu. Ce bruit inhabituel était accompagné de vibrations et de lacets anormaux de l'avion. Le vérin de rétraction du train d'atterrissage principal droit était tombé en panne à cause de la corrosion, ce qui a permis au train droit de tomber librement. Bien qu'il soit descendu et verrouillé, la chute libre rapide et anormale du train a gravement endommagé un capteur (microrupteur) qui n'a pas réussi à terminer le circuit jusqu'au voyant du poste de pilotage qui indique aux pilotes que le train est correctement descendu et verrouillé. Ces indications inhabituelles (bruit fort, vibrations, lacet et absence de témoins lumineux) ont conduit le commandant de bord à interrompre l'atterrissage, afin d'avoir le temps de diagnostiquer le problème et de préparer les passagers à un atterrissage d'urgence. Alors que la décision d'interrompre l'atterrissage était prudente, l'accident est survenu parce que l'équipage a été tellement absorbé par le diagnostic du problème qu'il n'a pas surveillé l'état du carburant et n'a pas calculé le moment où il devait absolument atterrir avant de risquer d'épuiser totalement les réservoirs.
Dans son rapport final, le NTSB déclare « que l'équipage n'a pas établi le lien entre le carburant restant et le débit de carburant par rapport au temps et à la distance de l'aéroport, car leur attention était presque entièrement dirigée vers le diagnostic du problème du train d'atterrissage [...]. Le NTSB estime que cet accident illustre un problème récurrent - une défaillance de la gestion du poste de pilotage et du travail d'équipe lors d'une situation impliquant des dysfonctionnements des systèmes de l'avion en vol. »

Finalement, le NTSB a déterminé la cause probable suivante :
« L'incapacité du commandant de bord à surveiller correctement l'état du carburant de l'aéronef et à répondre correctement à l'état de faible niveau de carburant et aux avis des autres membres de l'équipage concernant l'état des réserves. Cela a entraîné un épuisement du carburant pour tous les moteurs. Son inattention est attribuable à un souci de dysfonctionnement du train d'atterrissage et aux préparatifs d'une éventuelle urgence. »
Le NTSB a également déterminé le facteur contributif suivant :
« L'incapacité des deux autres membres de l'équipage à bien comprendre la situation critique de l'état du carburant ou à communiquer avec succès leurs préoccupations au commandant de bord. »
Le rapport du NTSB a souligné que le commandant de bord n'aurait jamais dû permettre qu'une telle situation se développe. Il a formulé la recommandation suivante pour répondre spécifiquement à cette préoccupation :
« Émettre un bulletin d'exploitation à tous les inspecteurs des opérations des transporteurs aériens pour leur demander d'exhorter leurs opérateurs assignés à veiller à ce que leurs équipages soient formés selon les principes de la gestion des ressources du cockpit, en insistant particulièrement sur les mérites de la gestion participative pour les commandants et sur la formation à l'assurance pour les autres membres d'équipage,. »
10 recommandations de sécurité ont été émises par le NTSB à la suite de l'accident et de la publication du rapport final,.

## Conséquences
Cette dernière recommandation du NTSB à la suite de l'accident, portant sur les problèmes de gestion des ressources du cockpit, a été à l'origine de changements majeurs dans la formation des membres d'équipage des compagnies aériennes,,,. Ce nouveau type de formation répondait à des défis de gestion du comportement tels que la mauvaise coordination des équipages, la perte de conscience de la situation et les erreurs de jugement fréquemment observées dans les accidents d'aviation,.
On lui attribue le lancement de la gestion des ressources de l'équipage (CRM), qui a révolutionné la formation des équipages en compagnies aériennes,. Dans les semaines qui ont suivi la recommandation du NTSB, la NASA a organisé une conférence pour réunir les experts du gouvernement et de l'industrie afin d'examiner les avantages potentiels de cette formation.
United Airlines a institué le premier le système de gestion des ressources de l'équipage (CRM) pour ses pilotes en 1981. Le programme CRM est maintenant utilisé dans le monde entier, incitants certains à qualifier l'accident du vol United 173 de l'un des plus importants de l'histoire de l'aviation,. L'enquêteur du NTSB sur la sécurité aérienne qui a rédigé la recommandation concernant le CRM était le psychologue aéronautique Alan Diehl.
Désigné à enquêter sur cet accident, Diehl a réalisé qu'il était similaire à plusieurs autres accidents majeurs, notamment le vol 2860 de United Airlines, qui s'est produit un peu plus d'un an avant le vol 173 et dans des circonstances similaires ainsi que le vol Eastern Air Lines 401, et la collision de l'aéroport de Tenerife en 1977. Diehl pensait que ces concepts de formation pourraient réduire la probabilité d'erreur humaine,.
Tenu responsable de l'accident, le commandant McBroom a perdu sa licence de pilote et s'est retiré de United Airlines peu de temps après. Il a passé ses dernières années à lutter contre des problèmes de santé liés aux blessures subies dans l'accident ainsi qu'à un cancer du poumon et de la prostate. Les membres de la famille et les passagers qui ont parlé à McBroom lors d'une réunion des survivants de l'accident en 1998 ont déclaré qu'il était « un homme brisé » en proie à la forte culpabilité de son rôle dans l'accident. Il est décédé le 9 octobre 2004 à l'âge de 77 ans.
Un des passagers survivants, âgé de huit ans en 1978, a reçu 900 000 $ de dommages et intérêts de la compagnie aérienne par un jury de Portland en 1984. Dans l'accident, Elizabeth Andor a été blessée et ses deux parents ont été tués.
Publié en février 2018, Crash Course par Julie Whipple se concentre sur les événements de la nuit de l'accident, l'enquête et les conséquences de l'accident.

## Médias
L'accident a fait l'objet d'un épisode dans la série télévisée Air Crash nommé « Fatale obsession » (saison 12 - épisode 8).